# 船内機

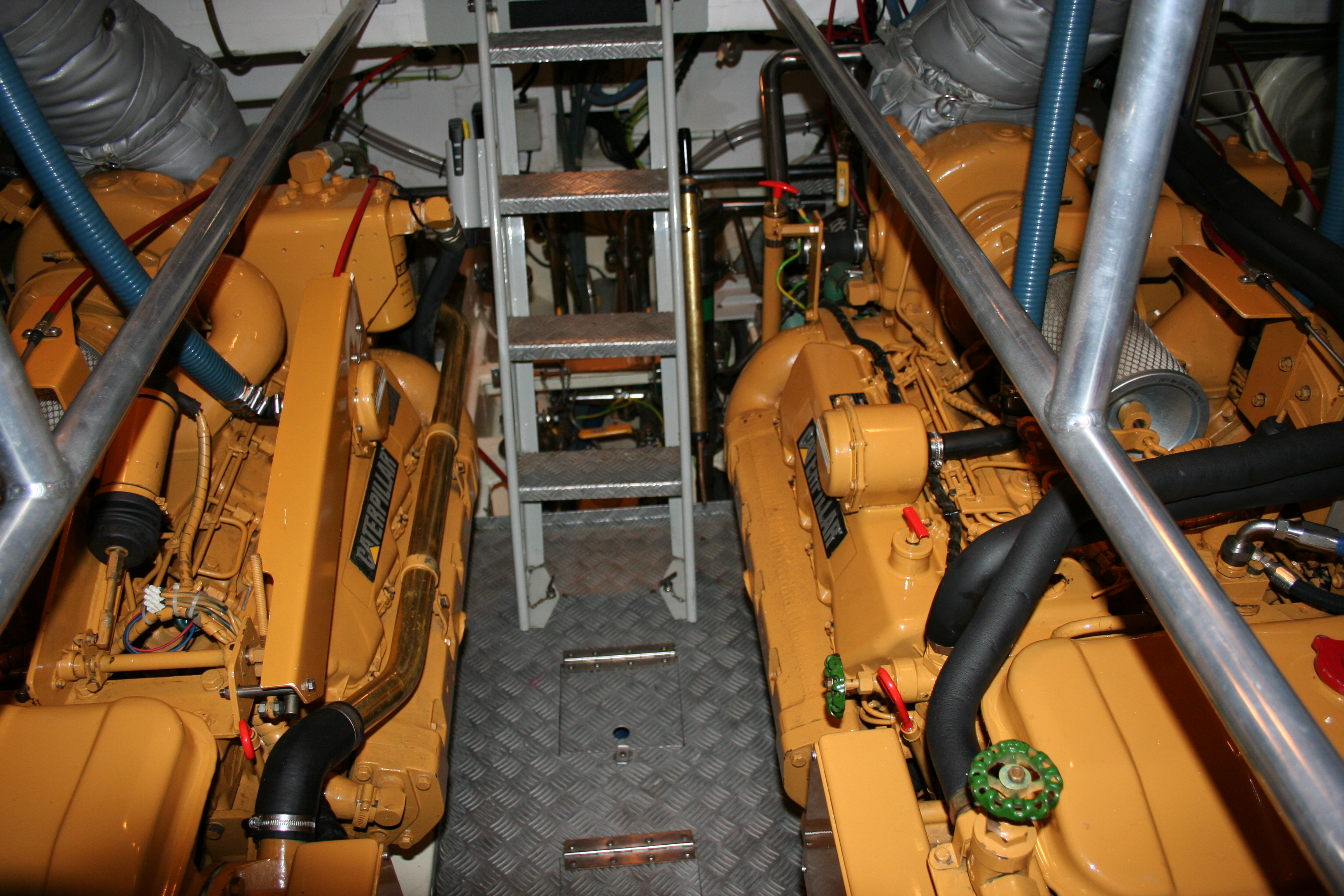
救難艇の船底に設置されたエンジン

船内機（せんないき 英語：Inboard motor）とは、船舶の推進機関の設置方法の一つである。インボードドライブともいう。
エンジン、減速歯車、前後進クラッチを船内中央部に設置し、プロペラシャフトを船尾に向けて延ばし、船底部よりプロペラを水中に設置する方式である。
船の進行方向を決定する舵は、プロペラの後方に設置されることが多い。しかし最近ではプロペラそのものを偏向させたり、エンジンごと旋回させるものもある。
エンジンはプレジャーボートの一部とパワーボートを除くとディーゼルが一般的で、超大型船用はユニフロー掃気式の2ストロークが多く、それ以下は4ストロークである。ディーゼルエンジンは過給機との相性が良いことから、ターボチャージャーを装備するものも多い。
エンジンの冷却方式については、船外から取り込んだ水をシリンダーブロック（ウォータージャケット）内に直接循環させる直接冷却方式と、シリンダーブロック内に加圧冷却水を循環させ、熱交換器を通して船外の水で冷却する間接冷却方式がある。